# Almindelig Hospital
Almindelig Hospital var et hospital, der lå i Amaliegade, Frederiksstaden i København.
Sygehuset blev etableret som forbedring af fattigvæsenets forsorg og var primært en stiftelse for byens fattige med plads til 600 lemmer og sæde for fattigvæsenets administration. Ydermere blev der oprettet en mindre sygeafdeling, der med årene blev udvidet betydeligt. Hospitalet var beregnet for "almindelige" mennesker i fattige kår – modsat det finere Frederiks Hospital, hvis bygninger stadig eksisterer på den anden side af Amaliegade.
Hospitalsbygningen var opført 1766-1769 i louis seize-stil efter tegninger af Nicolas-Henri Jardin. Johan Christian Conradi ledede opførelsen som murermester og entreprenør. Den 33 fag lange bygning i Amaliegade i tre etager og med mansardtag kostede med indretning i alt 87.000 rigsdaler.
Indvielsen fandt sted søndag den 9. april 1769 under ledelse af biskop Ludvig Harboe, assisteret af pastor Marcus Volquarts. I højtidligheden deltog fattigvæsenets direktion, bl.a. udenrigsminister Johan Hartvig Ernst Bernstorff.
Koleraepidemien i 1853 fik gode vilkår på hospitalet, hvor 1200 mennesker boede, sammenstuvede under usle forhold. I løbet af en måned blev 616 patienter angrebet, heraf døde 538.
Indvielsen af Københavns Kommunehospital i 1863 var en aflastning af Almindelig Hospital. Hospitalskomplekset blev revet ned i 1895, da det i mellemtiden i 1892 var blevet afløst af et nyt hospitalskompleks på Nørre Allé på Nørrebro ved arkitekten Vilhelm Petersen.
Den nuværende lange, ensartede beboelsesejendom med dyrefrise under taget blev som erstatning opført 1896 i Amaliegade 26-36 ved arkitekt Ole Boye.
I 1919 flyttede hospitalet videre til Sankt Johannes Stiftelses bygninger i Ryesgade, hvor institutionen fra 1941 blev betegnet Nørre Hospital og Københavns Plejehjem. Fra 1940'erne benyttedes hospitalet i stigende omfang til plejepatienter eller subsistensløse. I 1978 blev Nørre Hospital nedlagt, bygningerne på søsiden revet ned og erstattet af det nye Plejehjemmet Sølund.
Et kendt fattiglem var byggespekulanten Hellig-Hansen, der døde her 1923.